# واين ييتس
واين ييتس (7 نوفمبر 1937 في الولايات المتحدة - 16 أغسطس 2022) (بالإنجليزية: Wayne Yates)‏ هو مدرب كرة سلة ولاعب كرة سلة أمريكي في مركز الوسط. لعب مع لوس أنجلوس ليكرز.

## وصلات خارجية
- واين ييتس على موقع إن بي أي (الإنجليزية)
- واين ييتس على موقع سبورتس رفرنس (الإنجليزية)
- واين ييتس على موقع كلية كرة السلة في سبورتس رفرنس.كوم (الإنجليزية)
- واين ييتس على موقع ريلجم (الإنجليزية)
- واين ييتس على موقع بروبوليرز (الإنجليزية)
- واين ييتس على موقع كلية كرة السلة في سبورتس رفرنس.كوم (الإنجليزية)